# Німецько-італійська танкова армія
Німецько-італійська танкова армія (нім. Deutsch-Italienische Panzerarmee, італ. Armata Corazzata Italo-Tedesca) — танкова армія, яка була сформована з військ Вермахту та італійських військ, що вели бойові дії у Північній Африці в 1942—1943 роках.

## Історія
Німецько-італійська танкова армія була сформована 1 жовтня 1942 шляхом об'єднання німецької танкової армії «Африка» та моторизованих і танкових формувань Італії. 22 лютого 1943 армія переформована на групу армій «Африка».

## Райони бойових дій
- Північна Африка (жовтень 1942 — лютий 1943).

## Командувачі
- генерал танкових військ Георг Штумме (нім. Georg Stumme) (1 — 24 жовтня 1942),[1];
- генерал танкових військ Вільгельм фон Тома (нім. Wilhelm Ritter von Thoma) (24 — 25 жовтня 1942);
- генерал-фельдмаршал Ервін Роммель (нім. Erwin Rommel) (25 жовтня — 26 листопада 1942);
- генерал танкових військ Густав Фен (нім. Gustav Fehn) (26 листопада — 2 грудня 1942);
- генерал-фельдмаршал Ервін Роммель (2 грудня 1942 — 17 лютого 1943);
- генерал-лейтенант Карл Бюловіус (нім. Karl Bülowius) (17 — 22 лютого 1943).

## Бойовий склад німецько-італійської танкової армії
Формування управління, забезпечення та підтримки
- 104-те артилерійське командування (Arko 104), ?
- 504-й полк зв'язку танкової армії (Panzerarmee-Nachrichten-Regiment 504);
- 556-та комендатура тилу (Korück 556).

- Корпус «Африка» (Deutsches Afrikakorps);
  - 15-та танкова дивізія (15. Panzer-Division);
  - 21-ша танкова дивізія (21. Panzer-Division);
- 10-й італійський армійський корпус (X. Corpo d'Armata italiano);
  - 27-ма моторизована дивізія «Брешіа» (27 Divisione Autotrasportabile "Brescia");
  - 101-ша моторизована дивізія «Трієст» (101ª Divisione motorizzata "Trieste");
  - парашутна бригада «Рамке» (Fallschirmjäger-Brigade Ramcke);
- 21-й італійський армійський корпус (XXI. Corpo d'Armata italiano);
  - 25-та піхотна дивізія «Болонья» (25ª Divisione fanteria "Bologna");
  - 102-га моторизована дивізія «Тренто» (102ª Divisione motorizzata "Trento");
  - 164-та легка африканська дивізія (164. leichte Afrika-Division);
- 20-й італійський моторизований корпус (XX. Corpo d'Armata Motorizzato);
  - 185-та повітряно-десантна дивізія «Фольгоре» (185ª Divisione paracadutisti "Folgore");
  - 132-га танкова дивізія «Арієте» (132ª Divisione corazzata "Ariete");
  - 133-тя танкова дивізія «Літторіо» (133ª Divisione corazzata "Littorio");
- 90-та легка африканська дивізія (90. leichte Afrika-Division).

- Корпус «Африка»;
  - 15-та танкова дивізія;
  - 21-ша танкова дивізія;
- Італійська армія «Африка»:
  - 16-та моторизована дивізія «Пістоя» (16ª Divisione fanteria "Pistoia");
  - 136-та танкова дивізія «Джовані Фашисті» (136ª Divisione corazzata "Giovani Fascisti");
  - 10-й італійський армійський корпус;
    - 17-та піхотна дивізія «Павіа» (17ª Divisione fanteria "Pavia");
    - 27-ма моторизована дивізія «Брешіа»;
    - 185-та повітряно-десантна дивізія «Фольгоре»;

  - 20-й італійський моторизований корпус;
    - 132-га танкова дивізія «Арієте»;
    - 133-тя танкова дивізія «Літторіо»;
    - 101-ша моторизована дивізія «Трієст»;

  - 21-й італійський армійський корпус;
    - 25-та піхотна дивізія «Болонья»;
    - 102-га моторизована дивізія «Тренто»;
- 164-та легка африканська дивізія;
- 90-та легка африканська дивізія;
- парашутна бригада «Рамке».

- Корпус «Африка»;
- Італійська армія «Африка»:
  - 20-й італійський моторизований корпус;
  - 21-й італійський армійський корпус;
- 164-та легка африканська дивізія;
- парашутна бригада «Рамке».

- Корпус «Африка» разом з 20-м італійським моторизованим корпусом;
- Італійська армія «Африка»:
  - 10-й італійський армійський корпус;
  - 21-й італійський армійський корпус;
- 136-та танкова дивізія «Джовані Фашисті»;
- 17-та піхотна дивізія «Павіа»;
- 90-та легка африканська дивізія.

- Корпус «Африка»;
- 21-й італійський армійський корпус;
- 136-та танкова дивізія «Джовані Фашисті»;
- 17-та піхотна дивізія «Павіа»;
- 90-та легка африканська дивізія.

- Корпус «Африка»;
- 21-й італійський армійський корпус разом з 20-м італійським моторизованим корпусом;
- 164-та легка африканська дивізія;
- парашутна бригада «Рамке».